# Giga Berlino
La Giga Berlino, chiamata anche Gigafactory 4 (ufficialmente
Gigafactory Berlin-Brandenburg), è una fabbrica di autovetture elettriche, batterie agli ioni di litio e componenti per veicoli elettrici situata a Grünheide, in Germania. 
La struttura, situata a 35 chilometri a sud-est di Berlino, è di proprietà e gestita dall'azienda statunitense Tesla, Inc.
La struttura e la sua sede sono state annunciate dal CEO di Tesla Elon Musk nel novembre 2019. I lavori per la costruzione sono partiti all'inizio del 2020. La fabbrica sarebbe dovuta entrare in funzione nel luglio 2021, ma il suo avvio è stato ritardato a causa di vari problemi amministrativi e burocratici nel rilascio delle autorizzazioni da parte degli enti governativi tedeschi. La fine dei lavori di costruzione della fabbrica si è conclusa nell'ottobre 2021, venendo poi inaugurata ufficialmente il 22 marzo 2022 con la presenza di Elon Musk e del cancelliere tedesco Olaf Scholz. La fabbrica viene impiegata per la produzione di pacchi batteria e propulsori da utilizzare nei veicoli Tesla e per assemblare la Tesla Model Y.

## Automobili prodotte

### Auto in produzione
| Foto | Marca | Modello       | Inizio produzione |
| ---- | ----- | ------------- | ----------------- |
|      | Tesla | Tesla Model Y | 2022              |